# مالی یاسنوواتس
مالی یاسنوواتس (به صربی: Mali Jasenovac) یک منطقهٔ مسکونی در صربستان است که در زایچار واقع شده‌است. مالی یاسنوواتس ۲۸۴ نفر جمعیت دارد.